# 后鼻皮层
后鼻皮层（英語：Postrhinal cortex），是大脑海马旁回的一个皮层，位于内嗅皮层、嗅脑沟后部之上，以及鼻周皮层之后。在灵长目中，后鼻皮层又被称为海马皮层（parahippocampal cortex）。
在功能上，后鼻皮层与记忆力、注意力以及空间导向等有关。